# Цифровой кинопроектор
Цифрово́й кинопрое́ктор — видеопроектор с высокой разрешающей способностью и мощным световым потоком, специально спроектированный для демонстрации цифровых кинофильмов на большом экране в кинотеатре. Является конечным устройством технологии цифрового кинематографа, позволяющего при производстве и демонстрации фильмов обходиться без киноплёнки.

## Технология

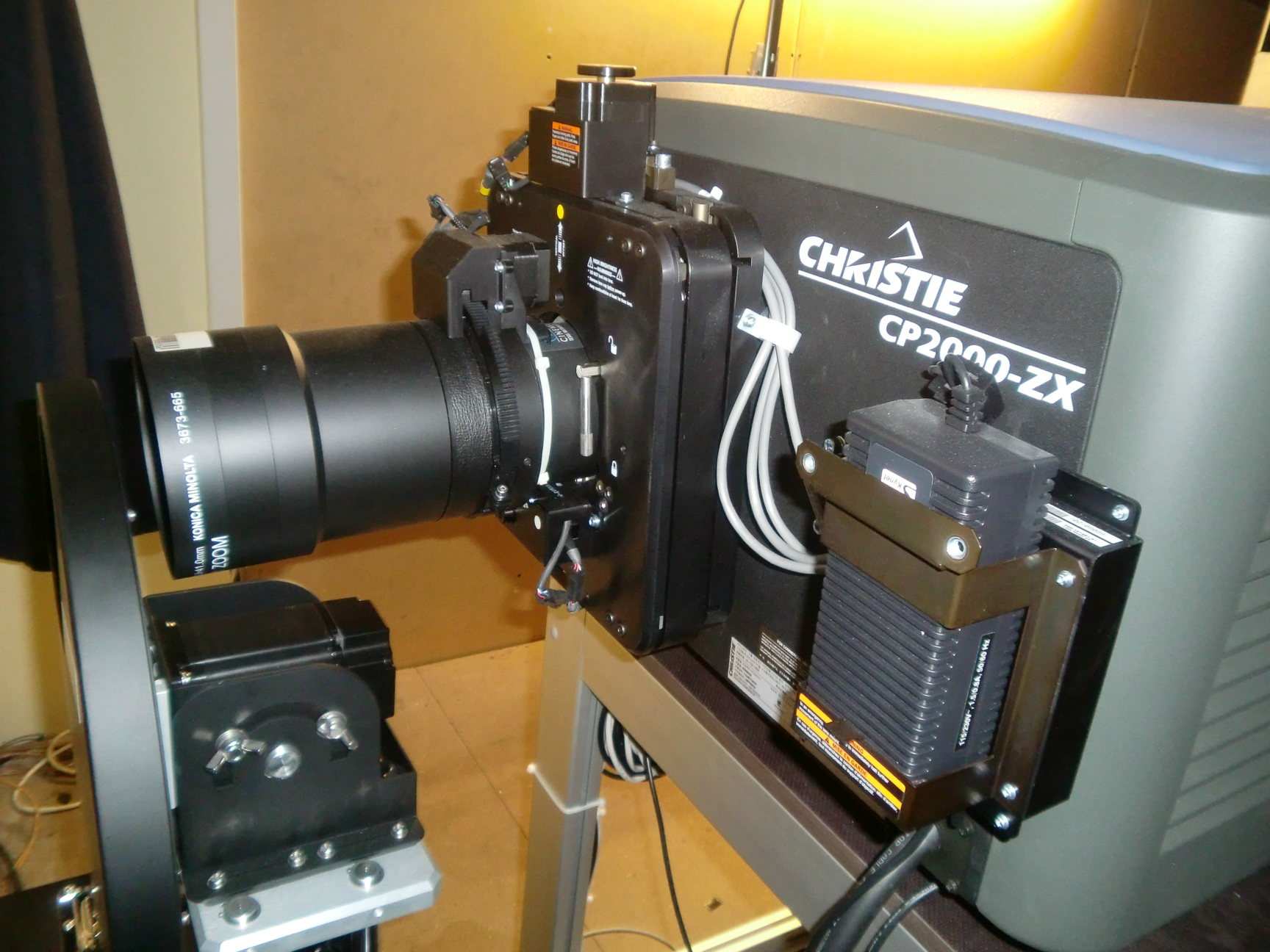
Цифровой кинопроектор Christie в 3D-кинотеатре

Цифровая кинопроекция стала возможна после появления технологий, обеспечивающих на большом киноэкране световые потоки, сопоставимые с традиционными пленочными кинопроекторами при высокой разрешающей способности и точной передаче градаций яркости. На сегодняшний день основными технологиями в цифровой кинопроекции считаются DLP (англ. Digital Light Processing), запатентованная компанией Texas Instruments и основанная на применении отклоняемых микрозеркал, а также LCOS (SXRD), использующая вместо микрозеркал жидкокристаллические ячейки и разработанная фирмой Sony. Первая технология основана на принципе эпископической проекции, то есть работает в отражённом, а не прошедшем свете. Это исключает эффект «решетки», свойственный ранним видеопроекторам, когда на экране видны промежутки между отдельными пикселями. Также это повышает теплостойкость матрицы и позволяет использовать в качестве источника света кинопроекционную ксеноновую лампу.
Третья конкурирующая технология D-ILA (англ. Direct Drive Image Light Amplifier), разработанная компанией JVC, сочетает принципы двух предыдущих: жидкие кристаллы наносятся на металлическую пластину и так же, как в DLP, работают на отражение.
Большинство современных цифровых кинопроекторов обеспечивает высокое разрешение, которое в цифровом кино несёт своё обозначение — 2К, соответствующее примерно 2000 пикселей по длинной стороне кадра. Точные значения зависят от соотношения сторон кадра. В большинстве случаев это 2048х1080 пикселей. 

Новейшие цифровые проекторы обладают разрешением 4К, что соответствует 4000 (4096) пикселей по горизонтали.

## Цифровые стандарты
При демонстрации кинофильма цифровой кинопроектор получает видеоданные со специального видеосервера, распаковывающего цифровой фильм с жесткого диска. Цифровое кино в соответствии со стандартами DCI сохраняется в контейнере MXF, где сжимается по технологии JPEG2000. В цифровом кинематографе не используются стандарты сжатия видео, применяемые в телевидении высокой четкости. Каждый кадр видеопотока сохраняется с одинаковой степенью сжатия и в полном разрешении. Простейшая цифровая киноустановка состоит из собственно проектора и сервера воспроизведения, соединённых через зашифрованный интерфейс, исключающий несанкционированное копирование фильма даже обслуживающим персоналом. Сервер оборудован дисковым массивом, на котором хранятся 3—5 полнометражных фильмов, идущих в данный момент в прокате, а также рекламные ролики и заставки. Киномеханик при помощи сервера может составлять плей-листы и программировать киносеансы на несколько дней вперед.

## Достоинства цифрового кинопоказа
Цифровой кинопроектор, в отличие от традиционного, не нуждается в перезарядке частей фильма, поскольку вся фильмокопия хранится на одном сервере воспроизведения. Это делает ненужной установку в аппаратной нескольких постов кинопроекции, обеспечивавших в пленочную эпоху бесперебойный кинопоказ. 
Цифровой кинопроектор обладает значительно более низким уровнем производимого шума, благодаря чему цифровой кинопоказ обеспечивает более высокое качество звука и комфорта зрителей.
Кроме того, цифровая копия фильма не подвержена механическому износу и обрывам, в отличие от киноплёнки, которая имела ограниченный прокатный ресурс и значительное снижение качества изображения после нескольких сеансов. Цифровое копирование файлов фильма гораздо дешевле, чем печать на киноплёнке и экологичнее, потому что исключает лабораторную обработку, дающую токсичные отходы. Благодаря необязательности физической доставки, появилась возможность легко проводить мировые кинопремьеры одновременно в любой точке земного шара. Фильмокопия разрешения 2К, занимающая объём в 160-200 Гб, может быть передана во все нужные кинотеатры по защищённому каналу одновременно.

## Распространение
Большинство современных кинотеатров уже оснащено цифровыми кинопроекторами и технологиями цифрового кинопоказа. Эти технологии позволяют значительно повысить качество изображения по сравнению с пленочной. Реконструируемые  и строящиеся кинотеатры так же оснащаются цифровыми кинопроекторами взамен традиционных вследствие многочисленных преимуществ. 3D-технологии в подавляющем большинстве используют цифровую кинопроекцию. На сегодняшний день доля цифровой кинопроекции постоянно растёт, постепенно вытесняя плёночную. По данным компании Нева-фильм, на 1 декабря 2010 года в России насчитывалось 713 кинозалов, оборудованных цифровой проекцией. Большинство кинофильмов производится по цифровой технологии, и доля печатаемых на киноплёнке фильмокопий постоянно снижается, оставаясь главным образом в кинопрокатных организациях, не имеющих средств на приобретение цифровых кинопроекторов, значительно превышающих по стоимости самые современные плёночные. По общим оценкам, стоимость дооборудования существующего кинотеатра цифровым постом проекции обходится в среднем в сумму около 100 тысяч евро.

## Производители
В настоящее время ключевыми производителями цифровых кинопроекторов являются фирмы Christie (англ.), Barco, NEC, Kinoton, Cinemeccanica и Sony. Кроме проекторов, специально предназначенных для кинотеатров, большую популярность получают более дешёвые модели, рассчитанные для малых аудиторий и небольших залов. В России цифровые кинопроекторы не производятся.
Почти половину отечественного рынка занимают проекторы Christie. Несколько меньшей популярностью пользуются аппараты Barco, составляющие почти четверть парка проекторов, а далее по убыванию следуют Cinemeccanica, NEC и Kinoton.